# 北東部州 (スリランカ)
北東部州（ほくとうぶしゅう、英語: North Eastern Province）は、かつて存在したスリランカの州。1988年9月に北部州と東部州の合併によって設立され、2006年にスリランカ最高裁判所によって違法判決が出された。その後、2007年1月1日に正式に北部州と東部州に分離した。当時の州都はトリンコマリー。

## 歴史
1987年7月29日、第1次イーラム戦争の和平合意としてインド＝スリランカ和平合意がなされた。これにより、スリランカ政府は北部州と東部州をタミル人の歴史的居住区として認め、両州の合併を承認した。また、この合意では北東部州に暫定地方政府を置き、1988年12月31日までに将来についての住民投票が行われることとなっていた。
1987年11月14日、スリランカ国会は1978年憲法第13修正と実施法を可決し、正式に北東部州が成立した。その後、1988年2月3日には9つの州で州議会が発足した。さらに同年9月2日と8日にはジャヤワルダナ大統領が北部州と東部州を一つの行政単位とすることを可能にする宣言を行った。
この宣言は、北東部州で行われる予定だった住民投票までの暫定措置であり、正式な合併は住民投票の結果によって決定されることが予定されていた。しかし、住民投票は結局行われず、大統領は毎年この「暫定地方政府」の期限を延長する宣言を行っていた。
一方、この合併はシンハラ人ナショナリストからの反対を受けた。北東部州はセイロン島の4分の1の面積を占めることから、スリランカ・タミルがこの地域を統治することへの警戒心があったためである。
2006年7月14日、長年にわたる合併反対運動の後、スリランカ人民解放戦線（JVP）が国を相手取った訴訟を最高裁判所に提起し、暫定地方政府の分離を要求した。そして、同年10月16日に最高裁がジャヤワルダナ大統領の宣言を無効とする判決を出した。その結果、2007年1月1日に北東部州は正式に北部州、東部州に分離された。

## 地方暫定政府
1978年憲法第13修正により、州議会の創設が決定された。これにより、9つの州で州議会が発足した。そして1988年4月28日、第1回州議会議員選挙がサバラガムワ州、北西部州、北中部州、ウバ州で実施された。

## 州知事
スリランカにおける州知事（governer）は主に引退した政治家、裁判官、軍人が勤めている。18年にわたる北東部州の歴史の中で6名の州知事が就任した。
| 代 | 氏名                             | 就任日         | 退任日         |
| -- | -------------------------------- | -------------- | -------------- |
| 1  | ナリン・セネビラットネ 中将      | 1988年11月30日 | 1993年11月30日 |
| 2  | ライオネル・フェルナンド         | 1993年11月30日 | 1994年8月23日  |
| ３ | ガミニ・フォンセカ               | 1995年1月13日  | 1998年10月20日 |
| 4  | アショーカ・ジャヤワルデネ 少将  | 1998年11月13日 | 2004年11月30日 |
| 5  | タイロンヌ・フェルナンド         | 2004年12月6日  | 2006年1月20日  |
| 6  | モハン・ウィッジュウィックラーマ | 2006年1月21日  | 2006年12月31日 |